# Довге (Курський район)
Довге (рос. Долгое) — присілок в Курському районі Курської області Російської Федерації.
Населення становить 437 осіб. Входить до складу муніципального утворення Клюквинська сільрада.

## Історія
Населений пункт розташований на території українського етнічного та культурного краю Східна Слобожанщина.
Від 2004 року входить до складу муніципального утворення Клюквинська сільрада.

## Населення
| 2002 | 2010 |
| ---- | ---- |
| 394  | ↗437 |